# Цимопулос, Фемистоклис
Фемистоклис Цимопулос (англ. Themistoklis Tzimopoulos, греч. Θεμιστοκλής Τζημόπουλος; 20 ноября 1985, Козани, Греция) — новозеландский футболист греческого происхождения, защитник клуба ПАС и сборной Новой Зеландии.

## Клубная карьера
Цимопулос начал карьеру в клубе «Акратитос». В 2003 году он дебютировал за основной состав в греческой Суперлиге. В 2006 году Фемистоклис покинул клуб и выступал за «Верию», «Керкиру» и «Этникос Астерас». Летом 2010 года Цимопулос подписал двухлетнее соглашение с клубом ПАС из Янины. В матче против «Этникос Пирей» он дебютировал за новую клуб. По итогам дебютного сезона Фемистоклис помог команде выйти в элиту. 27 августа в матче против «Ариса» из Солоников он дебютировал за ПАС на высшем уровне. 2 октября в поединке против своей бывшей команды «Керкиры» Цимопулос забил свой первый гол за ПАС. В апреле 2017 года Фемистоклис получил травму колена, которая оставила его вне игры до конца сезона.

## Международная карьера
В 2015 году Цимопулос принял приглашение выступать за Новую Зеландию, так как его дальние родственники имеют корни этой страны. 31 марта в товарищеском матче против сборной Южной Кореи он дебютировал за сборную Новой Зеландии. 28 мая 2016 года поединке против сборной Фиджи Цимопулос забил свой первый гол за национальную команду.
В том же году Фемистоклис стал победителем Кубка наций ОФК в Папуа—Новой Гвинеи. На турнире он был запасным и на поле не вышел. он сыграл в матче против команды Новой Каледонии.
В 2017 году Цимопулос принял участие в Кубке конфедераций в России. На турнире он был запасным и на поле не вышел.

### Голы Цимопулоса за сборную Новой Зеландии
| #   | Дата        | Место                                           | Противник | Счёт | Результат | Соревнование                     |
| --- | ----------- | ----------------------------------------------- | --------- | ---- | --------- | -------------------------------- |
| 01. | 28 мая 2017 | Сэр Джон Гиз, Порт-Морсби, Папуа — Новая Гвинея | Фиджи     | 1:0  | 3:1       | Чемпионат мира 2018 квалификация |

## Достижения
Международные
 Новая Зеландия
- Кубок наций ОФК — 2016